# Ultimate Circus
Ultimate Circus è il primo album e l'album di debutto del gruppo giapponese Nightmare, pubblicato il 25 dicembre 2003. Questo album è presente in due versioni, la versione normale e un altro in slip nero. L'album raggiunse la 115ª posizione nella classifica Oricon.
La maggior parte delle canzoni sono di genere Rock pesante,ad eccezione di "Mind Ocean" e "Aquaria",che sono le più lente ballate rock per rilanciare l'album. L'album include il loro singolo di debutto a una major discografica "Believe",così come il loro triplo singolo A-side "Akane/Hate/Over".

## Tracce
1. Promenade – 2:23
2. muzzle.muzzle.muzzle – 2:56
3. Meary – 4:13
4. Kabuki Logical – 3:15
5. Believe – 3:03
6. Mind Ocean ~Soushitsu wa Yuki to tomoni~ – 6:03
7. HATE – 3:43
8. Akane – 3:57
9. 36.7° – 4:13
10. Kyokutou Ranshin Tengoku – 4:07
11. loopain – 3:36
12. Over – 4:07
13. Aquaria – 4:05

## Singoli
- Believe

Pubblicato: 21 agosto 2003
Posizione nella classifica Oricon:24
- Akane / HATE / Over

Pubblicato: 21 novembre 2003
Posizione nella classifica Oricon:25